# 福成寺 (東広島市)
福成寺（ふくじょうじ）は、広島県東広島市西条町下三永にある真言宗御室派の寺院。

## 歴史
奈良時代の神亀3年(726年)に網衣上人が開山という。
平安時代末期の元暦元年(1184年)には治承・寿永の乱で、西条の安芸国分寺の平家方と源範頼が合戦、当寺は焼失した。合戦後、真浄が本堂を再建、鎌倉幕府も御教書を出して再建を支援した。
源頼政の室・菖蒲前は、当寺の真浄上人に帰依して出家したと伝わる。
国重文「福成寺本堂内厨子及び須弥壇」は15世紀の作で、鏡山城を築城した周防・長門の大内氏が寄進したと推定される。
県重文「福成寺文書」には、元弘3年(1333年)の寺領安堵の「後醍醐天皇綸旨」、南朝の正平13年(1358年)の寺領安堵の「後村上天皇綸旨」、当寺が建つ黒瀬川流域一帯(東西条)を大内氏が支配した時期に山口の大内氏氏寺・興隆寺別当へ書かれた「毛利弘元書状」、天正12年(1584年)6月に伊予の河野通直が土佐の長宗我部元親の侵攻に苦しみ当寺まで来て毛利輝元と直接対面して助けを乞うた際の「毛利輝元書状」と「毛利輝元奉行人連署禁制」など9通がある。

## 境内
東広島天文台と近接し、西条盆地を俯瞰する標高509mの福成寺山の山頂近くに建つ当寺の境内には、県天然記念物に指定されている夫婦杉(高さおよそ40メートル、推定樹齢数百年)、トチノキ、モッコクの巨木がある。
毎年4月中旬から5月上旬ごろには、60種類前後・千数百本のシャクナゲが咲く。

## 文化財
国重要文化財
- 福成寺本堂内厨子及び須弥壇

県重要文化財
- 銅鐘 -「寛正二年(1461年)七月五日」の銘がある[6]。
- 福成寺文書
- 金銅唐草文板蓮華文金具置戒体箱
- 金銅輪宝羯磨文置説相箱

県天然記念物
- 福成寺の巨樹群

## 周辺
- 東広島天文台
- 観現寺
- 吾妻子の滝
- 三永水源地

## 交通
- JR西日本・山陽新幹線の東広島駅から、タクシーで約10分。